# روبسون
روبسون هو لاعب كرة قدم برازيلي في مركز الهجوم، ولد في 20 يونيو 1993 في لوندرينا في البرازيل. لعب مع نادي غوياس.